# Mônaco nos Jogos Olímpicos de Verão de 2012
Mónaco (português europeu) ou Mônaco (português brasileiro) enviou uma equipe de seis atletas para competir nos Jogos Olímpicos de Verão de 2012, em Londres, na Grã-Bretanha.

## Desempeho

### Atletismo(1 atleta)
Masculino
| Atleta     | Evento | Preliminares | Preliminares | Quartas     | Quartas     | Semifinais  | Semifinais  | Final       | Final       |
| Atleta     | Evento | Marca        | Posição      | Marca       | Posição     | Marca       | Posição     | Marca       | Posição     |
| ---------- | ------ | ------------ | ------------ | ----------- | ----------- | ----------- | ----------- | ----------- | ----------- |
| Brice Etès | 800 m  | DSQ          | DSQ          | Não avançou | Não avançou | Não avançou | Não avançou | Não avançou | Não avançou |

### Judo(1 atleta)
Masculino
| Atleta        | Evento | Fase preliminar        | Primeira fase            | Oitavas                  | Quartas                | Semifinal              | Repescagem             | Repescagem             | Repescagem             | Final                  |
| Atleta        | Evento | Fase preliminar        | Primeira fase            | Oitavas                  | Quartas                | Semifinal              | 1ª fase                | Quartas                | Semifinal              | Final                  |
| Atleta        | Evento | Adversário e resultado | Adversário e resultado   | Adversário e resultado   | Adversário e resultado | Adversário e resultado | Adversário e resultado | Adversário e resultado | Adversário e resultado | Adversário e resultado |
| ------------- | ------ | ---------------------- | ------------------------ | ------------------------ | ---------------------- | ---------------------- | ---------------------- | ---------------------- | ---------------------- | ---------------------- |
| Yann Siccardi | -60 kg | BYE                    | YEM Khousrof V 0101–0012 | RUS Galstyan D 0000–0100 | Não avançou            | Não avançou            | Não avançou            | Não avançou            | Não avançou            | Não avançou            |

### Natação(1 atleta)
Feminino
| Atleta              | Prova        | Elimatórias | Elimatórias | Semifinal   | Semifinal   | Final       | Final       |
| Atleta              | Prova        | Tempo       | Pos.        | Tempo       | Pos.        | Tempo       | Pos.        |
| ------------------- | ------------ | ----------- | ----------- | ----------- | ----------- | ----------- | ----------- |
| Angélique Trinquier | 100 m costas | 1min10s79   | 45º         | Não avançou | Não avançou | Não avançou | Não avançou |

### Remo(1 atleta)
Masculino
| Equipe          | Evento        | Eliminatórias | Eliminatórias | Repescagem | Repescagem | Quartas | Quartas  | Semifinal | Semifinal | Final   | Final                |
| Equipe          | Evento        | Tempo         | Posição       | Tempo      | Posição    | Tempo   | Posição  | Tempo     | Posição   | Tempo   | Posição (Pos. final) |
| --------------- | ------------- | ------------- | ------------- | ---------- | ---------- | ------- | -------- | --------- | --------- | ------- | -------------------- |
| Mathias Raymond | Skiff simples | 6m58s60       | 3º Q          |            |            | 7m20s16 | 5º S C/D | 7m38s17   | 3º FC     | 7m36s35 | 6º (18º)             |

### Triatlo(1 atleta)
| Atleta      | Prova     | Natação | Ciclismo | Corrida | Tempo total | Class. |
| ----------- | --------- | ------- | -------- | ------- | ----------- | ------ |
| Hervé Banti | Masculino | 18m55   | 58m51    | 33m44   | 1h52m42     | 49º    |

### Vela(1 atleta)
Masculino
| Atleta         | Evento | Regata | Regata | Regata | Regata | Regata | Regata | Regata | Regata | Regata | Regata | Regata | Pontos | Posição |
| Atleta         | Evento | 1      | 2      | 3      | 4      | 5      | 6      | 7      | 8      | 9      | 10     | M      | Pontos | Posição |
| -------------- | ------ | ------ | ------ | ------ | ------ | ------ | ------ | ------ | ------ | ------ | ------ | ------ | ------ | ------- |
| Damien Desprat | Laser  | 44     | 45     | 45     | 39     | 41     | 43     | 42     | 32     | 45     | 25     | —      | 396    | 46º     |

Legenda
| Recorde mundial      | Recorde mundial (World record)               |                       | Recorde africano                      | Recorde africano (African) |                                           | Q | Classificado por posição (Qualified) |
| Recorde olímpico     | Recorde olímpico (Olympic record)            | Recorde da América    | Recorde da América (Americas)         | q                          | Classificado por melhor tempo (Qualified) |   |                                      |
| Melhor marca do ano  | Melhor marca do ano (World leading)          | Recorde asiático      | Recorde asiático (Asian)              | DNS                        | Não largou (Did not start)                |   |                                      |
| Recorde nacional     | Recorde nacional (National record)           | Recorde europeu       | Recorde europeu (European)            | DNF                        | Não terminou (Did not finish)             |   |                                      |
| Recorde pessoal      | Recorde pessoal do atleta (Personal best)    | Recorde da Oceania    | Recorde da Oceania (Oceania)          | DSQ / DQ                   | Desclassificado (Disqualified)            |   |                                      |
| Recorde da temporada | Recorde da temporada do atleta (Season best) | Recorde sul-americano | Recorde sul-americano (South America) | NM                         | Sem marca (No mark)                       |   |                                      |

### Remo
| S | Classificado(a) para as semifinais |    |                        | FA | Final A (disputa de medalhas) |  |  | FD | Final D (sem medalhas) |
| Q | Classificado(a) para as quartas    | FB | Final B (sem medalhas) | FE | Final E (sem medalhas)        |  |  |    |                        |
| R | Classificado(a) para a repescagem  | FC | Final C (sem medalhas) | FF | Final F (sem medalhas)        |  |  |    |                        |

### Vela
| M   | Regata da Medalha da qual só participam os dez primeiros colocados das regatas anteriores  |  |  | CAN | Regata cancelada |
| BFD | Desclassificado por bandeira preta (Black Flag Disqualified)                               |  |  |     |                  |
| UFD | Desclassificado por bandeira "U" (U Flag Disqualified)                                     |  |  |     |                  |
| OCS | Largada queimada (On the Course Side of the starting line)                                 |  |  |     |                  |
| DNE | Desclassificação sem eliminação (infração a um item do regulamento da prova – Did Not End) |  |  |     |                  |